# خالد فوده
خالد فوده صديق هو مستشار رئيس الجمهورية للتنمية المحلية الحالي، ومحافظ جنوب سيناء السابق، وشغل سابقاً منصب محافظ الأقصر.

## حياته المهنية
- تخرج في الكلية الحربية بتاريخ 1 يناير 1976.
- قائد كتيبة مدرعات.
- قائد فرقة مدرعات.
- مدير معهد المدرعات.
- قائد قوات الدفاع الشعبي والعسكري.
- محافظ الأقصر.
- محافظ جنوب سيناء.[7]

## الأوسمة والأنواط والميداليات
- نوط الواجب العسكري.
- نوط الجمهورية العسكري.
- نوط المعركة السعودي.
- وسام تحرير الكويت.
- نوط الخدمة الطويلة والقدوة الحسنة.
- نوط الخدمة الممتازة.[7]